# Oscar Collazo
Oscar Collazo (20. ledna 1914, Florida, Portoriko – 21. února 1994) byl Portoričan, který se pokusil spáchat atentát na amerického prezidenta Harryho Trumana.

## Životopis

### Mládí
Oscar Collazo se narodil ve městě Florida v Portoriku. V roce 1920 Collazův otec zemřel a jeho matka ho poslala s bratrem do Jayuyy. Jeho bratr byl členem liberální strany a podporoval nezávislost ostrova.
Když bylo Collazovi 14 let, účastnil se studentské demonstrace, která připomínala narození José de Diega. Opět se jí účastnil v roce 1932 a poslechl si projev vůdce nacionalistické strany Pedra Albizu Campose. Collazo byl jeho řečněním natolik omámen, že vstoupil do strany.
V roce 1941 se Collazo přesunul do New Yorku, kde se oženil. Pracoval v továrně na leštění kovu a vedl normální život. Brzy se stal sekretářem a pozdějším prezidentem Newyorské větve nacionalistické strany. V té době se setkal s Griseliem Torresolou, se kterým se spřátelil.

### Atentát

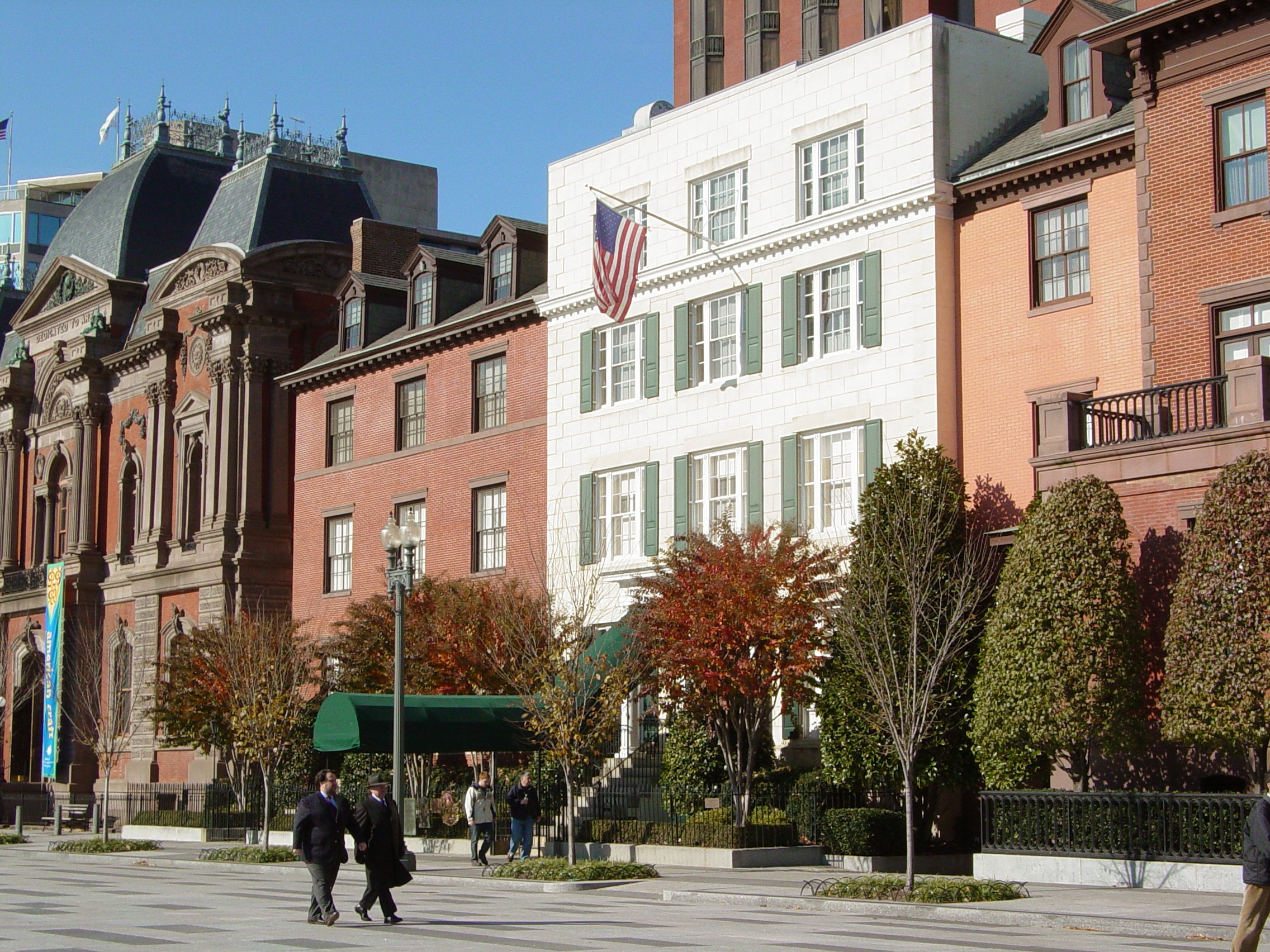
Budova Blair House

Dne 28. října 1950 se Collazo a Torresola dozvěděli, že povstání za nezávislost v Portoriku bylo potlačeno, z čehož byli oba zklamaní. Torresola o něco víc: jeho sourozenci byli zatčeni. Rozhodli se zabít amerického prezidenta Trumana. Kromě přitáhnutí světové pozornosti chtěli hlavně povzbudit domácí odboj.
Dne 30. října přijeli Collazo a Torresola do Washingtonu k budově Blair House, kde americký prezident pobýval (Bílý dům tehdy prodělával rozsáhlou rekonstrukci). Oba si budovu prohlédli a po chvilce odjeli do hotelu Harris. V pokoji se rozhodli, že si cestu k prezidentově pokoji prostřílí. Collazo začne přes hlavní vchod a Torresola z druhé strany.
Dne 1. listopadu ve 14:30 začala akce. Collazo přišel k hlavnímu vchodu, zamířil na strážného a stiskl spoušť. Náboj se však zasekl. "Zatracená práce!" vykřikl Collazo a bouchl do pistole, která nakonec vystřelila a zasáhla strážného do nohy. Hned u vchodu se však Collazo zasekl, protože na něho začali střílet další dva strážní se samopaly.
Po minutě k němu přišel strážný se samopalem a střelil Collaza do hrudi, ten však překvapivě přežil. Celá akce do tří minut skončila. Torresola byl zastřelen při přestřelce.

### Soud a pozdější život
V roce 1952 byl Collazo za pokus o atentát odsouzen k trestu smrti. Rozsudek měl být vykonán elektrickým křeslem. Prezident Truman však jeho trest změnil na doživotní žalář. Svůj trest si odpykával ve federální věznici v Leavenworthu v Kansasu.
V roce 1979 prezident Jimmy Carter Collaza omilostnil. Po návratu do rodné země byl oslavován jako hrdina, s ovacemi ho přijal i kubánský diktátor Fidel Castro.
Oscar Collazo zemřel v roce 1994 přirozenou smrtí. Podle svých slov proti Trumanovi nic neměl, ale jeho smrt měla jen posloužit k odstranění symbolu utlačujícího Portoriko.